# Cochranella daidalea
Cochranella daidalea är en groddjursart som beskrevs av Pedro M. Ruiz-Carranza och Lynch 1991. Cochranella daidalea ingår i släktet Cochranella och familjen glasgrodor. Inga underarter finns listade i Catalogue of Life.